# Marcel Dautremer
Marcel Dautremer, né le 11 juin 1906 à Paris – mort le 25 novembre 1978 dans la même ville, est un compositeur et chef d'orchestre français. Il fut l’élève de Paul Dukas. Prisonnier en Allemagne durant la Seconde Guerre mondiale, il fut détenu en Silésie.

## Biographie
Marcel Dautremer étudie d'abord le violon puis entre au conservatoire de Paris. Il a pour professeurs Samuel-Rousseau (harmonie), Noël Gallon (contrepoint), Paul Dukas (composition) et Philippe Gaubert (direction d'orchestre). Par la suite, il est professeur de musique dans les écoles de la Ville de Paris. Nommé directeur du conservatoire de Nancy après la guerre, il devient chef de l'orchestre symphonique de cette ville. Pendant dix ans, il préside l'Association des directeurs de conservatoires nationaux et municipaux (1947-1957). Son style limpide, direct, témoigne de l'influence de son maître Paul Dukas.

## Compositions
- Récit et Impromptu pour clarinette et piano, d'après Page d’exil (1943)
- Tango et tarentelle pour saxophone alto et piano (1946)
- Divertissement, pour violon et orchestre (1952)
- Concertino pour violoncelle (1955)
- Duo-Concertino, pour violon, basson et cordes (1955)
- Sinfonietta, pour orchestre à cordes (1962)
- Concerto pour saxophone (1962)
- Toccata, pour piano (1963)
- Marche burlesque, pour piano (1963)
- Coulissiana pour trombone et orchestre (1967)

## Discographie
Récit et Impromptu pour clarinette et piano :
- Tatsuzo Akasaka, Shinji Urakabe. CD « Une belle soirée » Victor VICC-170 (1995, Japon)
- András Horn, József Gábor. CD « Fantaisie Caprice – Concert Pieces for Clarinet » Hungaroton HCD 32099 (2003, Hongrie)  (EAN 5 991813 209924)
- Victoria Soames-Samek, John Flinders. CD « Solos de concours II » Clarinet Classics CC050 (2005, UK)  (EAN 5 023581 005023)